# Gare de Saint-André-des-Eaux
Gare de Saint-André-des-Eaux vasútállomás Franciaországban, Saint-Nazaire településen.

## Vasútvonalak
Az állomást az alábbi vasútvonalak érintik:
- Saint-Nazaire-Le Croisic-vasútvonal

## Kapcsolódó állomások
A vasútállomáshoz az alábbi állomások vannak a legközelebb: